# Carolina Otero (cantante y poeta)
Carolina Otero, nacida el 5 de julio de 1977 en Valencia, es una poeta, narradora y cantautora española de rock alternativo, indie rock y noise pop.

## Historia

### Actividad literaria
Licenciada en Filología hispánica e inglesa, es profesora de Lengua y literatura, e inició sus publicaciones literarias con el libro Versos para un hombre de pero en pecho, del que recibió en 1997 el Premio Sargantas de Poesía.
Participó en la antología 20 anys de poesia a la Universitat de Valencia durante 2001, en la Colección de poesía Abastos del Ayuntamiento de Valencia en 2006, y formó parte de un colectivo literario en 2008 con autores como Alberto Torres Blandina, Sergio Velasco y Maxi Villarroya, con los que publicó ese año Hotel Postmoderno, y en 2010 De la Habana un barco.
En 2011 el Ayuntamiento de Lekunberri le otorgó el Premio de Poesía Ángel Urrutia por su poemario Anunciado en televisión, en 2013 publicó 43 m² con Ediciones Olifante y en 2015, a través de Ediciones En Huida, se editó el libro de poemas Balada del rímel corrido.
Durante 2017 publicó con Ediciones Lupercalia el libro No te hagas el muerto. En ese mismo año recibió el premio de Literatura Breve de Mislata por la obra La pena y el blíster.
En 2018 participó en la antología poética Resurgencia: 35 formas de manar, y en 2019 publicó su sexto poemario Piscina fuera de temporada, que recopiló poemas inéditos y anteriores de Balada del rímel corrido y No te hagas el muerto, con prólogo realizado por la escritora María Bastarós Hernandez.
Durante 2022 participó en la reivindicación de la "poesía rara y transversal" del Festival de Poesía de València Vociferio, y publicó su libro Curso avanzado de perra con la editorial cordobesa Cántico, que fue V Premio de Poesía Irreconciliables.

### Actividad musical
En 2004 comenzó su trayectoria musical con el grupo Lülla, que grabaron en 2009 el álbum Fiesta a través del sello Malatesta Records, con influencias de The Breeders, Sonic Youth o PJ Harvey. Ese mismo año participó con su voz en la canción "Rita Berger" que se incluyó en el álbum La Nuit Subatomique de Nèstor Mir y Las Potencias del Este.
Desde 2010 comenzó a liderar un nuevo proyecto musical The Someone Elses, grabando una maqueta con Hi-Lo Ray a la guitarra y Jose Montoro a la batería del grupo Tent, y a los que se sumó Nick Simpson al bajo en el primer álbum Give me your shoes, volviendo a publicar en 2012 con Lülla un segundo álbum de título Fall In Love With Yourself Because I Love You No More, también a través de Malatesta Records,
En 2013 colaboró con su voz en la canción "The Year That I Grew Old" que se incluyó en el EP Llum y la revuelta emocional, año en que publicó como Carolina Otero and The Someone Elses el álbum Benidorm, donde colaboraron músicos como Mr. Perfumme, Gilbertástico, Senior, Soledad Vélez, o John Alexander Martínez. También a través del sello Malatesta Records publicó dos años después el disco Diastema Girls, producido por Paco Loco, y un álbum homónimo con Lülla.
Durante 2017 participó con su voz en la canción "With you", incluida en Ace Tone, trabajo discográfico de The Standby Connection, así como en los coros del álbum Pig de Mad Robot, la banda de Mike Grau con el que grabó Superfruit en 2018, poco antes de la edición como Carolina Otero and Lil' Knife del disco As I Fade Out.
En 2023 colaboró con su voz en la canción "Chieftains" de  Hear Endless, el proyecto musical de Kike Tarrasó, voz y guitarra de los Girasoules. También en el mismo año publicó con el sello No Aloha Records el álbum Popalina, producido por Paco Loco y donde estuvo acompañada por Dani Gurrea a las guitarras, Roberto Timón a la batería y Nick Simpson al bajo, este último sustituido después de la grabación por Francis Palacios.

## Discografía
- 2008 - Lülla - Fiesta  (Malatesta Records)
- 2011 - Carolina Otero &  The Someone Elses - Give Me Your Shoes (Malatesta Records)
- 2012 - Lülla - Fall In Love With Yourself Because I Love You No More  (Malatesta Records)
- 2013 - Carolina Otero &  The Someone Elses - Benidorm (Malatesta Records)
- 2015 - Lülla - Lülla  (Malatesta Records)
- 2015 - Carolina Otero &  The Someone Elses - Diastema Girls (Malatesta Records)
- 2018 - Carolina Otero & Mike Grau - Superfruit (Borx Records)
- 2018 - Carolina Otero & Lil’ Knife - As I Fade Out (Borx Records)
- 2023 - Carolina Otero &  The Someone Elses - Popalina (No Aloha Records)

## Obra Literaria

### Poesía
- Versos para un hombre de pero en pecho. Casa de Cultura Ediciones, Ayuntamiento de Chiva, 1998.
- Anunciado en televisión. Ayuntamiento de Lekunberri, Gobierno de Navarra, 2012.
- 43 m2. Ediciones Olifante, 2013. ISBN 978-84-92942-51-0
- Balada del rímel corrido. Ediciones en Huida, 2015. ISBN 978-84-943972-2-6
- No te hagas el muerto. Ediciones Lupercalia, 2017. ISBN 978-84-945000-6-0
- La pena y el blíster. Ayuntamiento de Mislata, 2017 (plaquette).ISBN 978-84-95766-21-2
- Piscina fuera de temporada. Ed. Trifaldi (colección Ay del seis), 2019. ISBN 978-84-949783-2-6
- Curso avanzado de perra. Ed. Cántico, 2022. ISBN 978-84-18639-68-5

### Antologías poéticas con diversos autores
- 20 anys de poesia a la universitat. VV.AA. Valencia, 2001, Ed. 96.
- Colección de poesía Abastos. VV.AA.  Ayuntamiento de Abastos, Valencia, 2006.
- Resurgencia. 35 maneras de manar. Las noches de LUPI en Moguer. Voces del Extremo. VV.AA, 2018.

### Narrativa con diversos autores
- Hotel Postmoderno, Ed. Inéditor, 2009.
- De La Habana un barco, Ed. Lengua de Trapo, 2011.

## Premios Literarios
- Premio “Sargantas” de Poesía, premios “Otoño Villa de Chiva”, 1997.
- Premio “Ángel Urrutia Iturbe” de Poesía, Lekunberri, 2011.
- Premio de Literatura Breve Mislata 2017, modalidad poesía.
- V Premio Irreconciliables de Poesía, Málaga, 2021.